# Fenfuraaveli
Fenfuraaveli ist eine winzige Insel des Mulaku-Atolls im Süden des Inselstaates Malediven in der Lakkadivensee (Indischer Ozean).

## Geographie
Die Insel liegt in der Nähe der Südspitze, im Ostsaum des Atolls, und ist nur durch einen schmalen Kanal von der größeren Schwesterinsel Kolhufushi getrennt.
Nördlich schließt sich das Eiland Maahuraa an.

## Nutzung
Die Insel ist unbewohnt, wird aber landwirtschaftlich genutzt.